# Alice (série de televisão brasileira)
Alice foi uma série brasileira produzida e exibida pela HBO Brasil, com direção de Karim Aïnouz e Sérgio Machado. Totalizando 13 episódios, estreou em 21 de setembro de 2008 e terminou em 14 de dezembro do mesmo ano. Dois especiais deram continuidade à narrativa, lançados em 20 e 27 de novembro de 2010. Apesar de ter em vista uma segunda temporada, a HBO Brasil se viu obrigada a cancelar a série quando Andréia Horta assinou contrato com a Rede Globo. Em Portugal, a série estreou a 11 de novembro de 2009 no canal FOX Life.

## Enredo
Alice leva uma vida pacata na cidade de Palmas, no Tocantins, onde é guia turística e namora Henrique. Sua vida muda quando ela recebe a notícia da morte de seu pai, que ela não vê há anos, e a jovem precisa se mudar para cidade de São Paulo cuidar do inventário dos bens deixado por ele, reencontrando a segunda esposa do pai, Irislene, e sua meia-irmã Regina Célia, que se sentem sozinhas no mundo. Enquanto isso sua tia, Luli, vive um romance com a amiga Dora, mesmo a contragosto da filha desta, Joana, que acha absurda a relação. Após uma série de imprevistos, Alice acaba ficando na capital paulistana e descobre todos o quão prazerosa e caótica ela pode ser, além de conhecer um novo amor com Nicolas.

## Elenco
| Ator/Atriz         | Personagem                    |
| ------------------ | ----------------------------- |
| Andréia Horta      | Alice Camargo Zanetti         |
| Vinicíus Zinn      | Nicolas Araújo (Nicolau)      |
| Marat Descartes    | Henrique Teles                |
| Regina Braga       | Maria Luiza Camargo (Luli)    |
| Denise Weinberg    | Dora dos Santos Neves         |
| Daniela Piepszyk   | Regina Célia de Paula Zanetti |
| Carla Ribas        | Irislene de Paula Zanetti     |
| Olga Machado       | Joana dos Santos Neves        |
| Walderez de Barros | Glícia                        |
| José Trassi        | Luana Baygton                 |
| Felipe Massuia     | Duda                          |
| Gabrielle Lopez    | Marcela                       |
| Guta Ruiz          | Renata                        |

### Participações especiais
| Ator/Atriz             | Personagem       |
| ---------------------- | ---------------- |
| Eduardo Moscovis       | Lourenço Marques |
| Sílvia Lourenço        | Monique          |
| Nicola Siri            | Italiano         |
| Juliano Cazarré        | Téo              |
| Luka Omoto             | Dani             |
| Monique Evans          | Sil              |
| Luis Miranda           | Marcílio         |
| Bárbara Paz            | Guiga            |
| Tereza Raquel          | Elvira Cipriani  |
| Daniel Marques         | Willian          |
| Martão                 | Ciro Zanetti     |
| José Geraldo Rodrigues | Frederico        |
| Daneri Gudiel          | Angel            |
| Marta Tramonti         | Mãe da Alice     |

## Episódios
| # | #  | Título                                 | Exibição original      |
| --- | -- | -------------------------------------- | ---------------------- |
| 1 | 1  | "Pela Toca do Coelho"                  | 21 de setembro de 2008 |
| Alice mora em Palmas, Tocantins, onde trabalha como guia turística e vai se casar com Henrique. Quando recebe a notícia da morte do pai, que não via há anos, ela vai a São Paulo para o enterro. Lá encontra a segunda esposa do pai e sua meia-irmã Regina Célia. E acaba ficando na cidade para resolver questões de herança. |    |                                        |                        |
| 2 | 2  | "O Tesouro de Alice"                   | 28 de setembro de 2008 |
| Alice está na cidade há duas semanas e arranjou um free lancer na produtora Tribeca. Henrique não responde mais seus telefonemas. Alice quer resolver os problemas da herança antes de volta. E acaba tendo que ajudar Irislene a achar Célia que, após uma discussão, fugiu de casa. |    |                                        |                        |
| 3 | 3  | "O Retorno de Elvira Cipriano"         | 5 de outubro de 2008   |
| É a missa de um mês da morte de Ciro. Cansado de esperar por Alice, Henrique termina o namoro. Alice descola outro trabalho na Tribeca. Desta vez, tem de "ficar de olho" em Elvira, diva dos anos 60 que está vindo ao Brasil para um único show. Mas um incidente deixa as coisas fora de controle. |    |                                        |                        |
| 4 | 4  | "No Jardim das Flores Perdidas"        | 12 de outubro de 2008  |
| Três meses se passaram. Um novo modelo de carro blindado vai ser lançado. No evento Alice conhece o charmoso milionário Lourenço Marques e se envolve com ele. Alice descobre a paixão do pai por Telequete e decide comemorar seu aniversário assistindo uma luta com os amigos. |    |                                        |                        |
| 5 | 5  | "Os Peixinhos Dourados de Dona Sumiko" | 19 de outubro de 2008  |
| Com a ajuda de Nicholas, Alice faz mais um bico na Tribeca, que está produzindo o desfile da nova coleção do famoso estilista Dudu Bertholini. Alice fica surpresa ao ver Lourenço e descobre que uma das empresas dele é patrocinadora do evento. Ela não resiste ao charme de Lourenço e os dois passam a noite juntos. Alguns dias antes do desfile, Dudu desenha um novo vestido, com bordados de peixinhos dourados. Toda a equipe trabalha sem parar para que o vestido fique pronto até a hora do desfile. Mas Alice está preocupada com a possibilidade de estar grávida de Lourenço. |    |                                        |                        |
| 6 | 6  | "O Lado Escuro do Espelho"             | 26 de outubro de 2008  |
| Alice precisa conversar com Lourenço para decidir o que eles vão fazer agora. Ele é categórico em sua decisão, e faz uma proposta impressionante para Alice.Um casal de atores contrata a Tribeca para produzir a festa de bodas de ouro deles. Renata decide dar uma nova chance a Alice e a coloca na equipe de produção. Chegando em casa, Alice tem uma surpresa: Henrique veio até São Paulo, decidido a reatar o namoro. É hora de Alice tomar uma decisão que pode mudar muitas vidas.Luli vai jantar na casa de Dora. Joana, a filha de Dora, sente-se desconfortável com a intimidade entre as duas. Téo quer voltar com Dani, mas a moça resiste.No caminho para a festa das bodas, Alice e Nicholas enfrentam um grande perigo que acaba com a hospitalização de Alice. Em palmas, Glícia e Duda parecem sentir que Alice não vai nada bem. |    |                                        |                        |
| 7 | 7  | "Wonderland"                           | 2 de novembro de 2008  |
| Ainda abalada, Alice decide que é hora de encontrar um novo rumo para sua vida. Ela decide procurar Irislene e pede que ela resolva a questão da herança o mais rápido possível. Ela diz a Alice que o único bem que restou é o galpão na Barra Funda, onde funcionava o ginásio de luta livre.Os amigos vão para uma balada. Alice abusa das drogas, Téo, Dani e Marcela terminam a noite juntos, Angel decide voltar para a Guatemala. O relacionamento de Luli e Dori fica ainda mais complicado, pois Joana não aceita o namoro.Alice conhece Marcílio, o zelador do galpão que relembra os velhos tempos em que Ciro gerenciava o lugar. Para juntar o dinheiro para pagar as dívidas do imóvel, Alice decide organizar uma festa em homenagem ao pai. Mas isso não vai ser nada fácil...                                                         |    |                                        |                        |
| 8 | 8  | "A Guerra de Alice"                    | 9 de novembro de 2008  |
| Este é o dia mais importante da vida de Alice: a festa do Telequete Wonderland, o velho galpão do pai. Monique e Nicholas não só a ajudam na organização da festa como também tornam-se sócios da nova empreitada.A cidade está um caos porque o sistema de transporte público entra em greve. As ruas estão vazias e ninguém consegue ir a lugar algum, por isso, tentam convencer Alice a cancelar a festa. Mas ela reage pegando o microfone e convidando as pessoas do bairro, que estavam pelas redondezas, a entrar na festa. |    |                                        |                        |
| 9 | 9  | "Em Busca do Ouro"                     | 16 de novembro de 2008 |
| Alice se vê cheia de dívidas depois da festa no galpão, mas quer deixar de depender da ajuda da tia e dos amigos. Por isso, começa a trabalhar no brechó pela manhã e na Tribeca pela tarde, enquanto tenta transformar o galpão em um salão de eventos.Alice consegue o primeiro cliente para o galpão: é sua chance de quitar as dívidas. Ela finalmente está dando início a vida que sempre quis, e começa por transformar o galpão em uma referência de festas. Mas ela vai ter que encarar um grande desafio, justamente no dia da festa. |    |                                        |                        |
| 10 | 10 | "Na Cidade de Alice"                   | 23 de novembro de 2008 |
| Alice se muda para a casa de Marcela. Depois de seis meses em São Paulo, ela finalmente tem sua própria vida. Uma surpresa para Alice está a caminho: sua vó e seu irmão vão a São Paulo para visitá-la. Mas com sua rotina corrida e cheia de trabalho, Alice mal consegue dar atenção à sua família. |    |                                        |                        |
| 11 | 11 | "Mil Quilômetros Por Hora"             | 30 de novembro de 2008 |
| Glícia vai com Regina Célia ao Mercado Municipal comprar as coisas para fazer um jantar de despedida. Alice tem um jantar na casa de Renata e não chega a tempo no da avó. Luli sai bêbada do jantar e resolve procurar Dora e acaba sendo atropelada. |    |                                        |                        |
| 12 | 12 | "Em Queda Livre"                       | 7 de dezembro de 2008  |
| Alice continua distante de seus amigos, e começa a mostrar sinais de cansaço por causa do trabalho. Ela começa a tomar comprimidos energizantes. Sua tia continua internada. Um grupo de italianos procura Alice, interessados em realizar um evento no galpão. Mas ela logo descobre que eles querem mais do que fechar negócio. Alice passa a noite consumindo os comprimidos energizantes e drogas. No dia seguinte, é aniversário de Regina Célia. Alice ainda está sob o efeito das drogas e bebidas, mas ainda assim vai para a festa. O aniversário é em um ringue de patinação no gelo, e Alice passa muito mal. Célia fica abalada, mas ajuda a irmã. |    |                                        |                        |
| 13 | 13 | "À Flor da Pele"                       | 14 de dezembro de 2008 |
| Faz um ano que Alice está em São Paulo. Reavalindo sua vida até aquele momento, Alice decide que é hora de mudar. Luli faz uma revelação sobre a morte de sua mãe, e Alice sente que deve voltar para casa. Em Palmas, ela tenta compreender a morte da mãe, e decidir o que vai fazer no futuro. |    |                                        |                        |

## Especiais
| # | # | Título                                  | Exibição original      |
| --- | - | --------------------------------------- | ---------------------- |
| 1 | 1 | "O Primeiro Dia do Resto da Minha Vida" | 26 de novembro de 2010 |
| Dois anos após chegar em São Paulo, Alice continua a relação com Nicholas. Eles procuram por um lar e Alice se dedica a seu novo negócio com espetáculos infantis, convive com seus velhos amigos e analisa suas próprias decisões e futuro. |   |                                         |                        |
| 2 | 2 | "A Última Noite"                        | 3 de dezembro de 2010  |
| A peça de teatro de Alice é um sucesso. Porém, quando ela pega Nicholas flertando com uma jovem, o casal começa uma discussão e Alice sai sozinha pelas ruas da cidade. Ao receber um telefonema, um evento marcará profundamente sua vida.  |   |                                         |                        |

## Música
A série não teve uma trilha sonora lançada oficialmente, porém uma série de canções foram tocadas nos episódios.
- "Wonderland" - Instituto e Irina Gatsalova
- "In the Track" - 808 Sex
- "Sem Mentira" - Fabio Góes
- "Sex-O-Matic" - Edu K
- "City Lights" - Instituto e Gui Amabis
- "Just Like We (Breakdown)" - Hot Chip
- "Al" - Estela Cassilatti
- "Meu Siêncio" - Estela Cassilatti
- "All the Love" - Boss In Drama
- "Enladeirada" - 3 na Massa
- "Sun of Your Eyes" - Fabio Góes e CéU
- "Choro" - Instituto
- "Sereno" - Fabio Góes
- "Latin Lover" - Irina Gatsalova e Anvil FX
- "Ela Tá na Festa" - Turbo Trio e Bonde do Role
- "Till The Moment You Sleep"" - Gabbi
- "Guerreiro" - Curumin
- "Genius" - Turbo Trio
- "Punk It" - Irina Gatsalova e Anvil FX